# Provincia di Montecristi

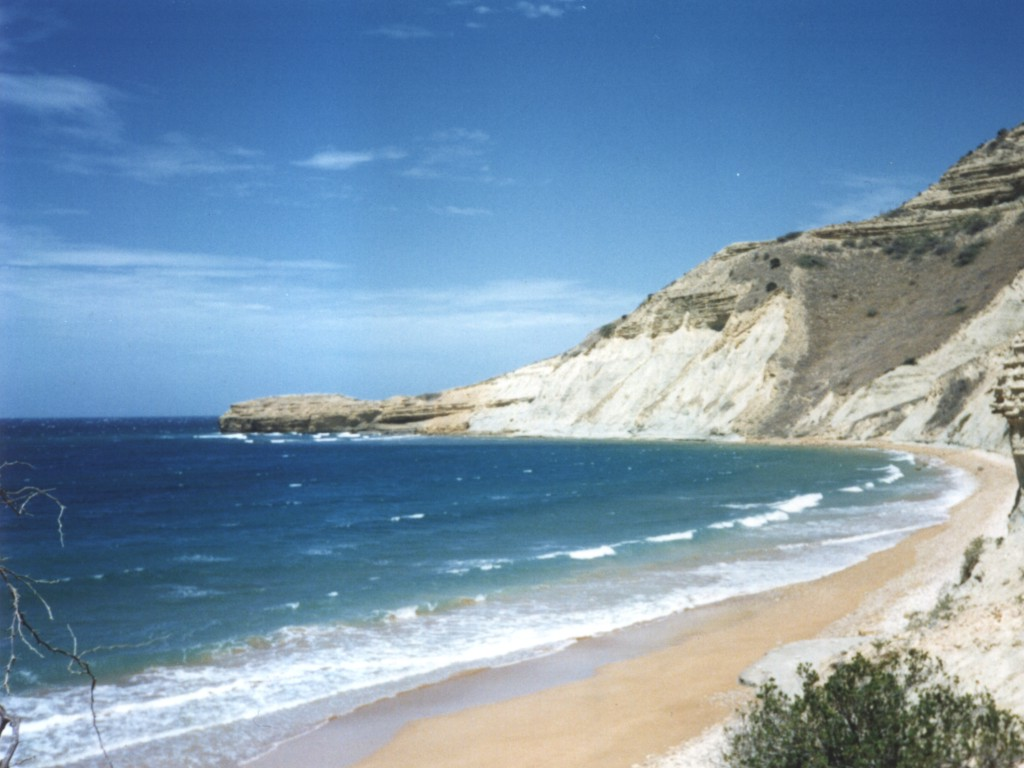
Costa in provincia di Montecristi.

Montecristi è una delle 32 province della Repubblica Dominicana. Il suo capoluogo è San Fernando de Montecristi.

## Geografia antropica

### Suddivisioni amministrative
La provincia si suddivide in 6 comuni e 4 distretti municipali (distrito municipal - D.M.):
- Castañuela
- Guayubín
- Las Matas de Santa Cruz
- Pepillo Salcedo
- San Fernando de Montecristi
- Villa Vásquez